# 황예진
황예진은 대한민국의 텔레비전 드라마 작가이다. 

## 드라마
- 2016년 SBS 2부작 특집 드라마 《미스터리 신입생》 ... 집필
- 2018년 SBS 토요 미니시리즈 《시크릿 마더》 ... 집필
- 2024년 KBS2 수목 미니시리즈 《페이스 미》 ... 집필